# Andrea Calcese

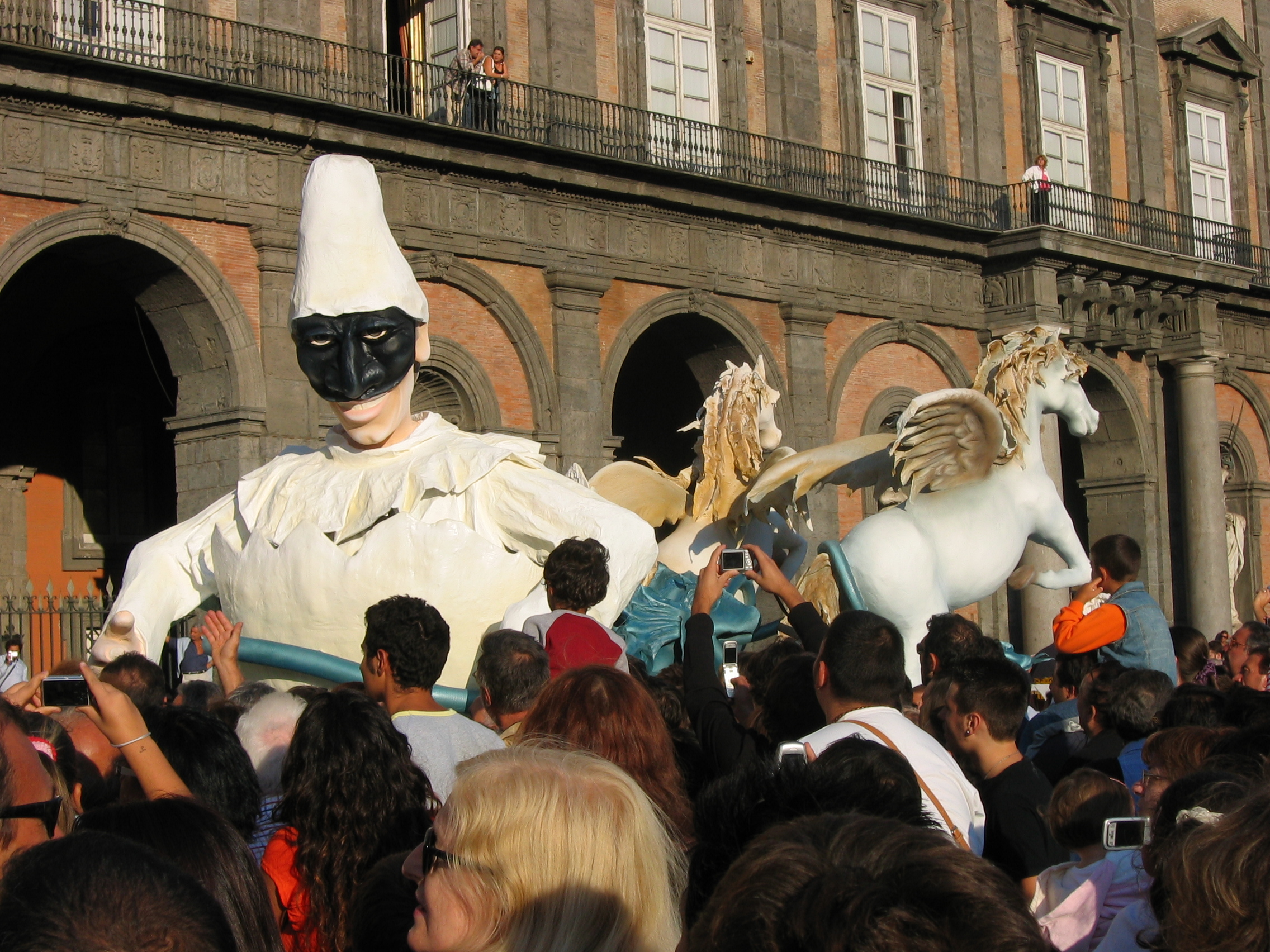
Il carro di Pulcinella durante la festa di Piedigrotta a Napoli

Andrea Calcese (Napoli o Acerra, 1595 – Napoli, 10 maggio 1656) è stato un attore teatrale italiano del Seicento, il primo a vestire la maschera di Pulcinella.

## Biografia
Nato a Napoli o ad Acerra Andrea Calcese, soprannominato "Ciuccio", può  essere considerato il primo vero rappresentante della maschera di Pulcinella nella storia del teatro napoletano, anche se il suo maestro Silvio Fiorillo fu l'ideatore della maschera. Calcese iniziò a recitare verso il 1615 alla stanza di San Giorgio De' Genovesi presso la chiesa omonima nel quartiere di San Giuseppe, con la compagnia  di Antonio De Mase e Bartolomeo Zito, rivestendo piccole parti comiche. Solo nel 1618 Calcese indossò per la prima volta la maschera di Pulcinella.
A scoprire Andrea fu Ambrogio Buonomo, il quale vedendolo recitare ed intuitone le superbe capacità ed il potenziale artistico divenne, prima suo affettuoso maestro e poi impareggiabile collaboratore, rivestendo magistralmente i panni di "Coviello" altra maschera del repertorio della commedia dell'arte napoletana. Il loro stile recitativo era tutto impostato sulla improvvisazione, sulla recitazione "A braccia", il che consisteva nell'inventare continuamente lazzi e battute senza alcuna scrittura preordinata. Inventando un genere "Il comico e la spalla" che sarà negli anni a venire la base del teatro comico napoletano e non solo.
Andrea Calcese morì a Napoli il 10 maggio 1656. Oltre a lasciare di sé un ricordo bellissimo, lasciò anche un'eccezionale eredità: il suo allievo Michelangelo Fracanzani.
La sua fama arrivò in Spagna.